# متلازمة فلايشر
متلازمة فلايشر (بالإنجليزية: Fleischer's syndrome)‏ هي عيب خلقي نادر جدًا، يتميز بانزياح الحلمات، وأحيانًا مع ثديٍ زائد ونقصِ تنسج الكليتين.